# Поду-луй-Галбен
Поду-луй-Галбен (рум. Podu lui Galben) — село у повіті Прахова в Румунії. Входить до складу комуни Поденій-Ной.
Село розташоване на відстані 75 км на північ від Бухареста, 21 км на північний схід від Плоєшті, 73 км на південний схід від Брашова.

## Населення
За даними перепису населення 2002 року у селі проживали 303 особи. Усі жителі села рідною мовою назвали румунську.
Національний склад населення села:
| Національність | Кількість осіб | Відсоток |
| -------------- | -------------- | -------- |
| румуни         | 205            | 67,7%    |
| цигани         | 98             | 32,3%    |